# Kanton Bazoches-sur-Hoëne
Bazoches-sur-Hoëne is een voormalig kanton van het Franse departement Orne. Het kanton maakte deel uit van het arrondissement Mortagne-au-Perche. Het werd opgeheven bij decreet van 25 februari 2014, met uitwerking op 22 maart 2015. De gemeenten werden toegevoegd aan het kanton Mortagne-au-Perche, met uitzondering van de gemeente Buré die werd opgenomen in het nieuwe kanton Écouves.

## Gemeenten
Het kanton Bazoches-sur-Hoëne omvatte de volgende gemeenten:
- Bazoches-sur-Hoëne (hoofdplaats)
- Boëcé
- Buré
- Champeaux-sur-Sarthe
- Courgeoût
- La Mesnière
- Saint-Aubin-de-Courteraie
- Sainte-Céronne-lès-Mortagne
- Saint-Germain-de-Martigny
- Saint-Ouen-de-Sécherouvre
- Soligny-la-Trappe